# Sommer-Paralympics 2024/Teilnehmer (Syrien)
| stlisierte Goldmedaille | stlisierte Silbermedaille | stlisierte Bronzemedaille |
| ----------------------- | ------------------------- | ------------------------- |
| —                       | —                         | —                         |

Aus Syrien nahm an den Paralympischen Spielen 2024 in Paris ein Leichtathlet teil.

## Teilnehmer nach Sportart

### Leichtathletik
| Athleten        | Klassifizierung | Wettbewerb  | Finale      | Finale |
| Athleten        | Klassifizierung | Wettbewerb  | Zeit/Weite  | Rang   |
| --------------- | --------------- | ----------- | ----------- | ------ |
| Männer          |                 |             |             |        |
| Alaa Abdulsalam | F53             | Kugelstoßen | 8,18 m (PB) | 5      |

PB: Persönliche Bestleistung